# Brachypterolus linariae
Brachypterolus linariae is een keversoort uit de familie bastaardglanskevers (Kateretidae). De wetenschappelijke naam van de soort werd in 1830 gepubliceerd door James Francis Stephens.